# Рудольф Мюллер (пілот)
Рудольф «Руді» Мюллер (нім. Rudolf „Rudi“ Müller; 21 листопада 1920, Франкфурт-на-Майні — 21 жовтня 1943, Темников, РРФСР) — німецький льотчик-ас винищувальної авіації, оберфельдфебель Люфтваффе. Кавалер Лицарського хреста Залізного хреста.

## Біографія
Народився 21 листопада 1920 року у Франкфурті-на-Майні. Поступив на службу у війська зв'язку. У 1940 році переведений до Люфтваффе. Після закінчення льотної школи зарахований до навчальної групи 77-ї винищувальної ескадри, дислокованої в Румунії. У серпні 1941 року переведений в 1-у ескадрилью (Норвегія). Учасник німецько-радянської війни. Свою першу перемогу здобув 12 вересня 1941 року, збивши Іл-2. З березня 1942 року служив у 6-й ескадрильї 5-ї винищувальної ескадри. 23 квітня збив 5 радянських літаків (11—15-та перемоги), всього ж у квітні він збив 15 літаків (включаючи 12 «Гаррікейнів»), у травні — 13 літаків (включаючи 12 «Гаррікейнів»). 30 травня, за рядом джерел, під час атаки на конвой PQ 16 збив літак радянського аса Бориса Сафонова. 25 серпня 1942 року здобув свою 60-ту перемогу, а 27 вересня збив 7 літаків супротивника (75-81-ша перемоги). 19 квітня 1943 року в районі радянського аеродрому Ваєнга-2, на північний схід від Мурманська, літак Мюллера був підбитий вогнем зенітної артилерії, а потім добитий радянським винищувачем молодшого лейтенанта Миколи Бокія. Зробивши вимушену посадку на замерзле Велике озеро, був взятий у полон. Всього за час бойових дій збив 94 радянських літаки (включаючи 35 «Гаррікейнів»).
За однією з версій, убитий 21 жовтня 1943 при спробі втечі з табору для військовополонених № 58.

## Нагороди
- Нагрудний знак пілота
- Залізний хрест 2-го і 1-го класу
- Нагрудний знак «За поранення» в чорному
- Відзначений у Вермахтберіхт
  - «Унтерофіцер Рудольф Мюллер одержав протягом одного дня 5 повітряних перемог у повітряних боях над Мурманськом.» (25 квітня 1942)
- Німецький хрест в золоті (27 травня 1942)
- Лицарський хрест Залізного хреста (19 червня 1942) — за 46 перемог.
- Почесний Кубок Люфтваффе (1 липня 1942)
- Авіаційна планка винищувача в золоті